# Bloom 06

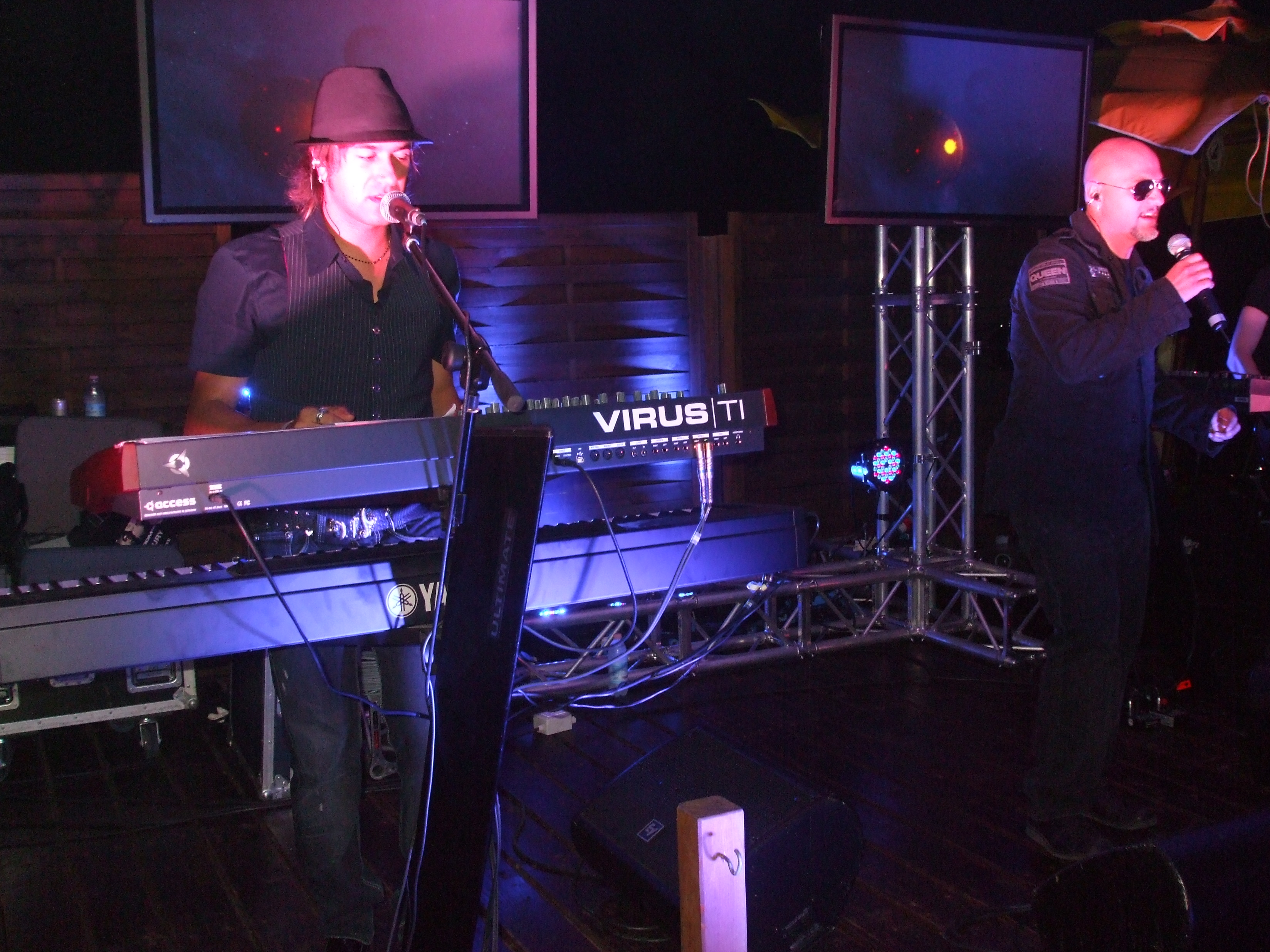
Bloom 06

Bloom 06 is een electro-pop duo uit Turijn, Italië. De twee leden Jeffrey Jey (Gianfranco Randone, geboren 1970 op Sicilië) en Maury (Maurizio Lobina, geboren 1973) zijn vooral bekend van het nummer "Blue [Da Ba Dee]" waar ze in 1999 samen met DJ Gabry Ponte als Eiffel 65 een wereldwijde hit mee hadden. Als Eiffel 65 heeft het trio onder het platenlabel Blisscorporation drie albums uitgebracht. Na het derde album heeft Gabry Ponte echter de groep verlaten om zich te kunnen richten op zijn solocarrière. Aanvankelijk zouden Maury en Jeffrey de groep als duo voortzetten en met een vierde album, Crash Test, komen. Begin 2006 besloten ze echter om Blisscorporation te verlaten. De consequentie hiervan was echter dat de groep onder een nieuwe naam verder moest, omdat de naam "Eiffel 65" eigendom was van het platenlabel.

## Terugkeer
Op 1 september 2006 bracht Bloom 06 de debuutsingle "In the City" uit. Een instrumentale versie van dit nummer was, als "Living in my City," al te horen op de special editie van Eiffel 65's derde album. Op 13 oktober 2006 is in Italië het debuutalbum Crash Test 01 verschenen. In tegenstelling tot berichtgevingen uit het Eiffel 65 tijdperk bevat dit album geen 13, maar 8 nummers, waarvan 5 Engelstalige en 3 Italiaans.

## Discografie

### Albums
- Crash Test 01 (2006)

```
Nummers: 1. When the Party is Over
2. Cielo Spento
3. In the City (Album Mix)
4. don't Say these Words
5. Per Sempre
6. the Crash
7. Vorrei Essere Come te
8. the Old Field of Angles
```

- Crash Test 02 (2008)

```
Nummers: 1. Between The Lines
2. Anche Solo Per Un Attimo
3. Welcome To The Zoo
4. Fall
5. Here We Are
6. Un'altra Come Te
7. In Your Eyes
8. Reaching For The Stars
9. You're Amazing
10. Nel Buio Tra Di Noi
```

- Club Test 01 (2008)

```
Nummers: 1. "Between The Lines - (Album Mix)" - 6:01
2. "Blue (Da Ba Dee) – Bloom 06 2008 Extended Concept" - 7:44
3. "Being Not Like You – Elektro Pop Remix" - 4:38
4. "Welcome To The Zoo – D-Deck RMX" - 5:54
```

- Club Test 02 (2009)

```
Nummers: 1. Beats & Sweat (Extended)
2. Dancing On The Moon
3. Move Your Body 2009
4. Welcome To The Zoo
5. Beats & Sweat (radio edit)
```

- Club Test EP (2009), speciale uitgave in Nederland

```
Nummers: 1)Beats & Sweat (radio-edit)
2)Dancing On The Moon
3)Welcome To The Zoo
4)Move Your Body (2009)
5)Between The Lines (albummix)
6)Being Not Like You
7)Beats & Sweat (Extended)
8)Welcome To The Zoo
9)Blue (2008 concept)
```

### Singles
- In the City (2006)

```
Nummers: 1. In the City (Radio Cut)
2. In the City (E.N.C. I can't get no Sleep Short Vision)
3. In the City (E.N.C. I can't get no Sleep Long Vision)
4. In the City (Oliver V Slow Wave Version)
```

- Per Sempre (2007)

```
Nummers: 1. Per Sempre
2. Per Sempre (E.N.C. Bright Side)
3. Per Sempre (E.N.C. Dark Side)
4. the Crash (E.N.C. 90's Recalls)
5. Per Sempre (Oliver V Night in NY Remix) (Alleen beschikbaar op I-Tunes)
```

- Un'Altra Come Te (2008)

```
Deze single is alleen digitaal te verkrijgen.
```

- Beats & Sweat (2009)

```
Nummers: 01. Beats & Sweat (Radio Edit)
02. Beats & Sweat (Extended Mix)
03. Beats & Sweat (Maury Lobina Club Mix)
04. Beats & Sweat (Roberto Molinaro Concept)
05. Move Your Body (Bloom 06 2009 Live Concept)
```

- Pandora feat. Bloom 06 - Kitchy Kitchy (2009)

```
Nummers: n.n.b.
```